# Musée de la Résistance de Valsavarenche
Le musée de la Résistance « Émile Chanoux » - centre de documentation est un musée situé à Rovenaud, hameau de Valsavarenche, en Vallée d'Aoste.

## Description

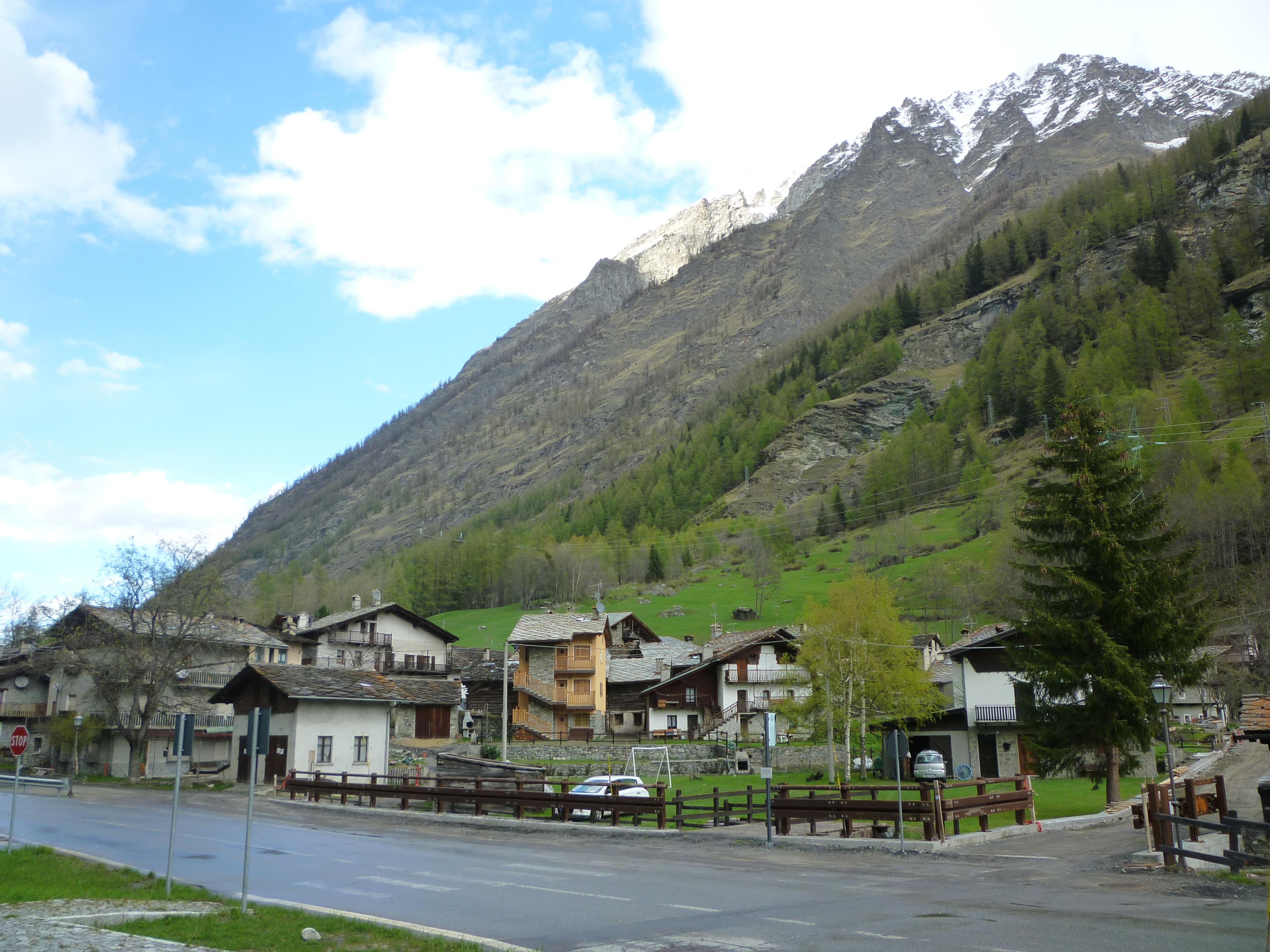
Le village de Rovenaud.

Le musée, situé dans le hameau de Rovenaud, où Émile Chanoux est né, est le fruit d'une collaboration au sein d'un projet Interreg entre la France, l'Italie et la Suisse.
Le bâtiment qui accueille le musée est celui de l'ancienne école du hameau, fréquentée par Émile Chanoux.
Il illustre l'activité des protagonistes de l'autonomie valdôtaine, dont les valsavareins Émile Chanoux et Frédéric Chabod, leurs théories liées au fédéralisme et au projet européen.
Des approfondissements multimédia à propos de Frédéric Chabod, Joseph Bréan et Séverin Caveri sont également disponibles.